# Devon Murray
Devon Michael Murray (født 28. oktober 1988 i County Kildare, i Irland) er en irsk skuespiller, kendt for at spille Seamus Finnigan i Harry Potter-filmene.

## Filmografi
- Harry Potter og De Vises Sten (2001)
- Harry Potter og Hemmelighedernes Kammer (2002)
- Harry Potter og Fangen fra Azkaban (2004)
- Harry Potter og Flammernes Pokal (2005)
- Harry Potter og Fønixordenen (2007)
- Harry Potter og Halvblodsprinsen (2009)
- Harry Potter og Dødsregalierne - del 1 (2010)
- Harry Potter og Dødsregalierne - del 2 (2011)